# Höckleberget
Höckleberget är en kulle i Åland (Finland). Den ligger i den östra delen av landskapet, 18 km nordost om huvudstaden Mariehamn. Närmaste större samhälle är Jomala, 13,9 km sydväst om Höckleberget.